# Peshkopi
Peshkopi (em albanês:  Peshkopia, em macedônio/macedónio:  Пешкопеја, em turco:  Debre-i Zir) é uma cidade e município (em albanês:  bashkia) do nordeste da Albânia. É a capital do distrito de Dibër e da prefeitura de Dibër.